# Palais du Louvre
Palais du Louvre je bývalý královský palác v 1. obvodu v Paříži, na pravém břehu řeky Seiny, umístěný mezi bývalým palácem Tuileries a kostelem Saint-Germain-l'Auxerrois. Jeho historie sahá téměř tisíc let do minulosti a do dnešní podoby se vyvinul přibližně v 16. století.
Louvre, jehož označení pochází z franského slova leovar či leower znamenající opevněné místo, podle francouzského historika Henri Sauvala (1623–1676) byl centrem moci za vlády francouzského krále Ludvíka XIV., který roku 1682 svůj dvůr přestěhoval do Versailles. Louvre zůstal sídlem vlády až do konce aristokratického a politického systému Francouzského království.

## Středověký Louvre
První královský „Hrad Louvre“ – první zmínka o Louvru pochází z roku 1198 – byl vybudován na okraji středověké Paříže za vlády krále Filipa II. Augusta jako královské sídlo a zároveň součást opevnění, určeného pro obranu západní části města na pravém břehu řeky. Hrad sestával z pravoúhlých obdélníkových hradeb s věžemi v rozích a v prostředku zdí a dvou silných bran. Uprostřed nádvoří hradu stál vysoký donjon, oddělený od zbytku hradu příkopem. Král Karel V. hrad předělal a přistavěl několik skvostných apartmánů. Pozdější králové František I. a Jindřich II. původní hrad přebudovávali na renesanční sídlo. Zbytky donjonu mohou jsou k vidění v podzemí muzea Louvre.

## Renesance

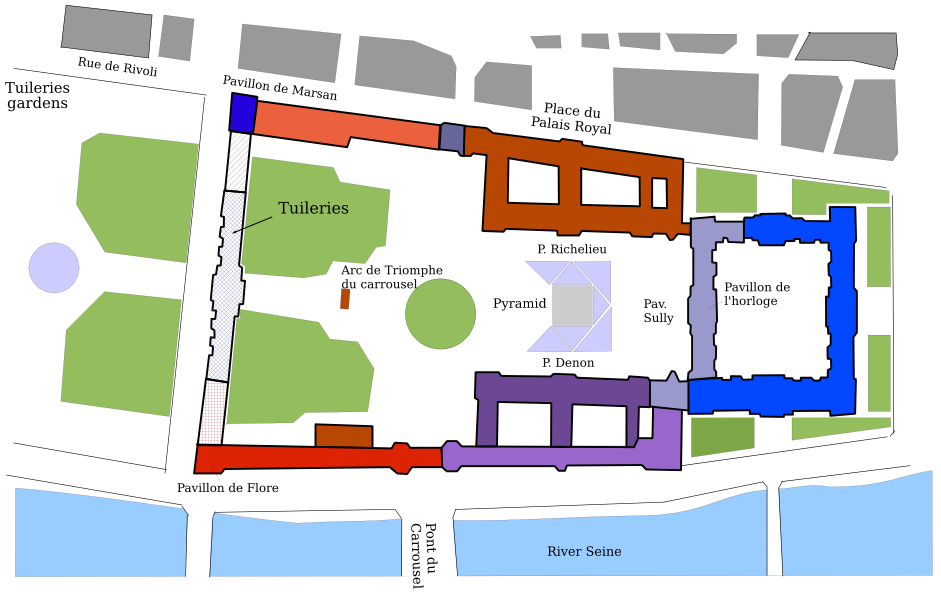
Plán Louvru

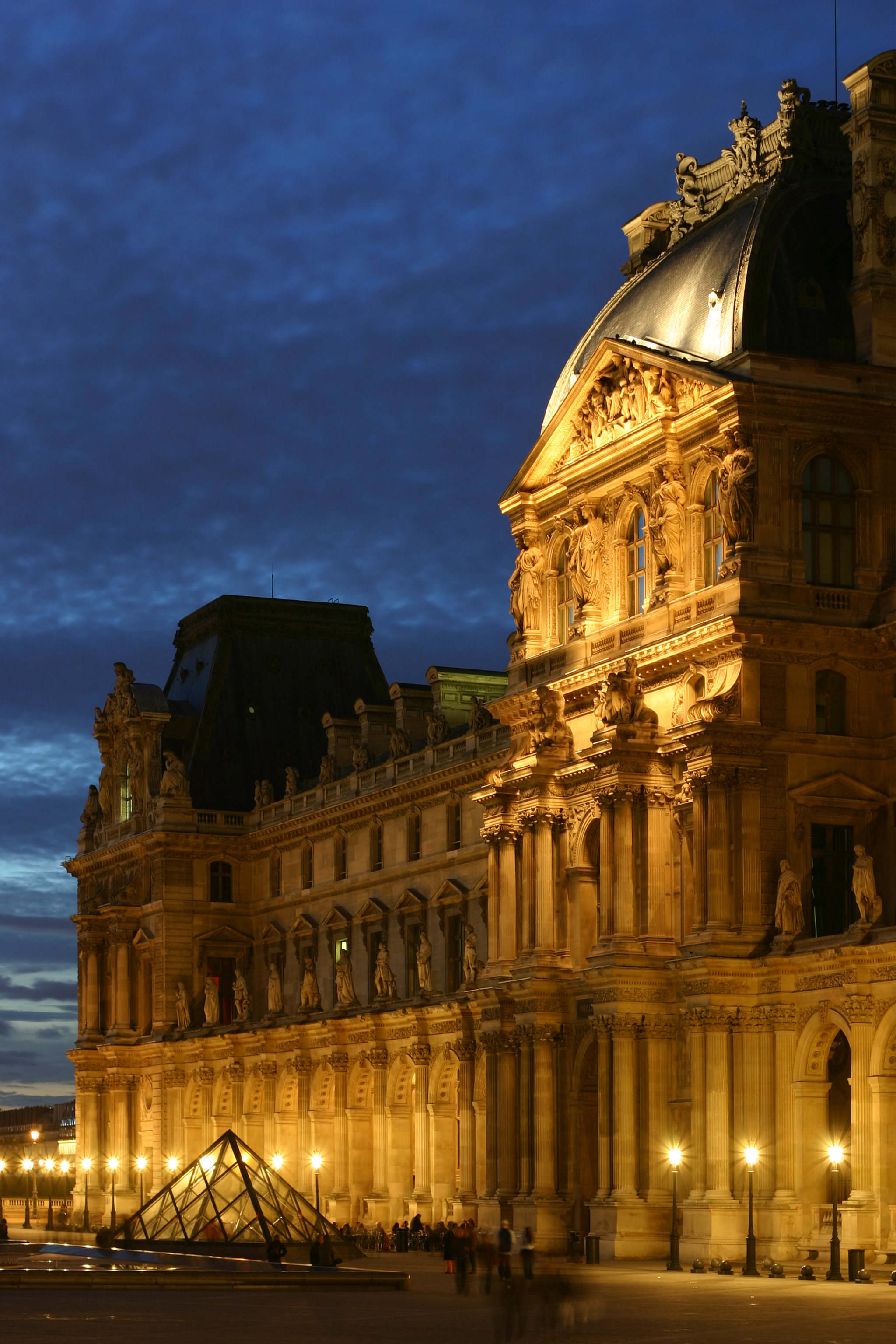
Louvre – Richelieuovo křídlo v noci

V roce 1535 se začalo s rekonstrukcí první nadzemní části Palais du Louvre. Architekt Pierre Lescot, který pracoval i na zámcích na řece Loiře, v Paříži představil nový umělecký sloh, renesanci. Jím přistavěné první křídlo pro královský hrad bylo definováno svým charakterem jako první mezi královskými paláci. Další slavný francouzský architekt, pocházející ze stavitelské rodiny 16. a 17. století, Jacques Androuet du Cerceau také pracoval na Louvru.
Během své vlády král Jindřich IV. (1589–1610) nechal přistavět Velkou galerii (Grande Galerie). Více než čtvrt míle dlouhá a stovku stop široká, tak obrovská byla přístavba na břehu Seiny. V době dokončení této stavební úpravy byl tak Louvre nejdelší budovou svého druhu na světě. Jindřich IV., který byl ctitelem umění, pozval stovky výtvarníků a řemeslníků, aby pracovali na nižších poschodích paláce a tato tradice pokračovala po dalších dvě stě let, až do vlády císaře Napoleona III.
Za vlády krále Ludvíka XIII. (1610–1643) bylo dokončeno křídlo paláce, které se dnes jmenuje Denonovo křídlo, podle Dominiqua Vivanta, barona z Denonu. Stavět se začalo za vlády Kateřiny Medicejské v roce 1560. V dnešní době bylo křídlo opraveno v rámci programu Grand Louvre.
Za vlády Ludvíka XIII. bylo vystavěno také Richelieuovo křídlo. Poprvé bylo otevřeno pro veřejnost jako muzeum 8. listopadu 1793, během Velké francouzské revoluce.

## Pozdější úpravy
Stavební práce probíhaly na Louvru i za vlády Napoleona III. Jeho nové křídlo, které vybudovali architekti Visconti a Hector Lefuel, reprezentuje architektonický novobarokní styl, plné detailů a sochařských prací. Práce pokračovaly až do roku 1876.